# Brood II

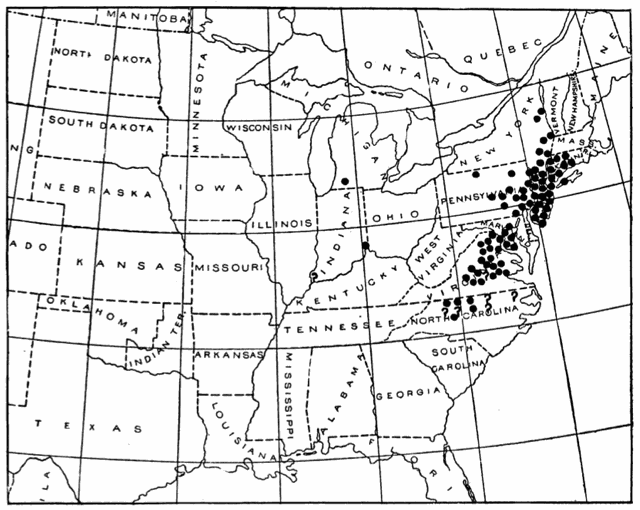
Geographische Verbreitung von Brood II

Brood II (Brood 2) ist eine Population der „Periodischen Zikaden“ (Magicicada) im Nordosten der USA. Jedes 17. Jahr bohren sich Zikaden der Brood II en masse an die Erdoberfläche, legen Eier und sterben im Verlauf weniger Wochen.
Brood II trat zuletzt im Sommer 2013 auf und wird voraussichtlich 2030 und 2047 wieder auftreten.
Die 4 cm langen (1,5 in) schwarzen Insekten können weder stechen noch beißen. Sobald sie die Erdoberfläche erreichen, häuten sie sich und hinterlassen die leeren Larvenhäute am Boden. Sie klettern auf Bäume und Büsche, paaren sich und sterben nach ca. zwei Wochen. Es können bis zu einer Million Exemplare pro Hektar (2,5 acres) auftreten.

## Geschichte
Anfang des 20. Jahrhunderts hatte der Entomologe Charles Lester Marlatt 30 verschiedene Populationen ausgemacht, von denen im Laufe der Jahre ca. 15 auch bestätigt werden konnten. Brood II gehört zu den 12 Populationen mit einem Lebenszyklus von 17 Jahren.
1775 vermerkte Thomas Jefferson in seinem Garden Book das 17-jährige Auftreten von Brood II. Er überliefert, dass ein Bekannter sich an „great locust years“ (Heuschreckenjahre) in 1724 und 1741 erinnerte und er selbst und weitere Bekannte konnten sich an 1758 erinnern. Er machte seine Aufzeichnungen 1775 in Monticello und bemerkte, dass die Weibchen ihre Eier in junge Zweige legen.

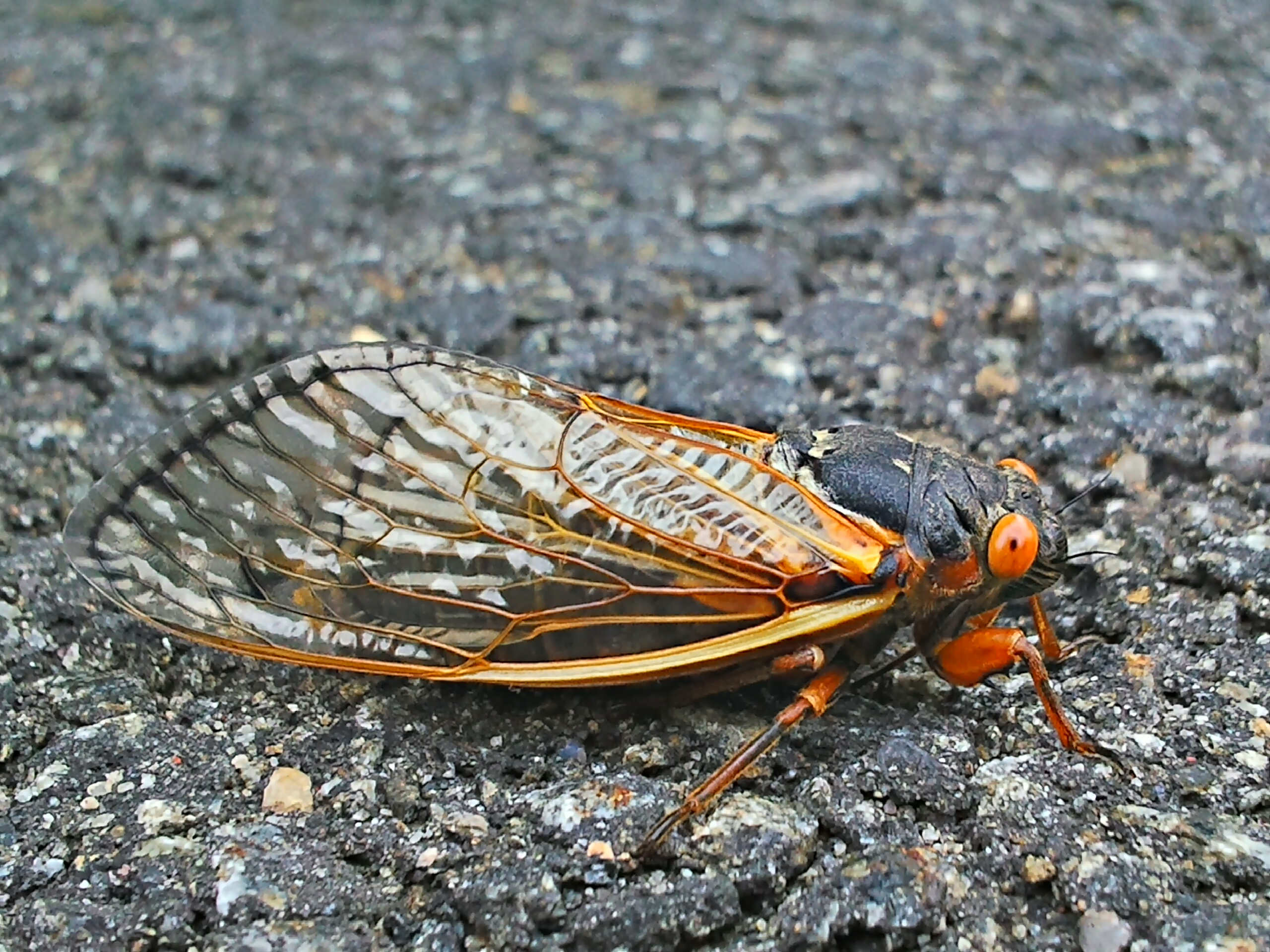
Eine Zikade der 2013-Brood II auf dem Parkplatz einer Grundschule

2013 rief das National Public Radio in der Wissenschaftssendung Radiolab ein Kartierungsprojekt ins Leben, um das geografische Verbreitungsgebiet genauer zu erfassen. Das Cicada Tracker Project ermutigte Zuhörer mit einer Kombination von verschiedenen Instrumenten der Firma Arduino die Bodentemperatur zu messen um Vorauszusagen, wann die Zikaden auftreten würden. Und auch die National Geographic Society unterstützte ein Citizen-Science-Projekt, das Magicicada „Mapping Project“.